# Jeff Congdon
Jeffrey D. "Jeff" Congdon (Elkhorn, Wisconsin, 17 de octubre de 1943) es un exjugador de baloncesto estadounidense que disputó cinco temporadas en la ABA. Con 1,85 metros de estatura, jugaba en la posición de base.

## Trayectoria deportiva

### Universidad
Jugó tres temporadas con los Cougars de la Universidad Brigham Young, en las que promedió 8,9 puntos y 2,4 rebotes por partido. En su temporada sénior fue incluido en el segundo mejor quinteto de la Western Athletic Conference.

### Profesional
Fue elegido en la trigésimo segunda posición del Draft de la NBA de 1966 por Detroit Pistons, pero tras no encontrar hueco en el equipo, fichó en 1967 por los Anaheim Amigos de la ABA, quienes a mitad de temporada lo traspasaron a los Denver Rockets. Allí acabó la temporada y jugó dos más, siendo la mejor la última, la 1969-70, en la que promedió 9,8 puntos y 5,4 asistencias por partido.
En 1970 fue traspasado a los Utah Stars, quienes mediada la temporada lo enviaron a los New York Nets. Al término de la misma fue enviado a los Dallas Chaparrals a cambio de una futura elección en el Draft, donde jugó sus últimos partidos como profesional.

## Estadísticas de su carrera en la ABA

### Temporada regular
| Temporada | Edad | Equipo            | Liga | Pos. | P   | TIT | MIN  | TC  | TCA | %TC  | 3P  | 3PA | %3P  | 2P  | 2PA | %2P  | TL  | TLA | %TL  | R.OF. | R.DEF. | REB | ASIS | ROB | TAP | PER | FP  | PTS |
| 1967-68   | 24   | TOTAL             | ABA  | PG   | 64  |     | 15.9 | 2.3 | 6.3 | .371 | 0.2 | 0.8 | .241 | 2.1 | 5.5 | .391 | 0.8 | 1.0 | .766 |       |        | 1.7 | 2.1  |     |     | 1.9 | 1.3 | 5.7 |
| 1967-68   | 24   | Anaheim Amigos    | ABA  | PG   | 23  |     | 27.0 | 3.6 | 9.3 | .390 | 0.3 | 1.0 | .333 | 3.3 | 8.2 | .397 | 1.3 | 1.7 | .744 |       |        | 3.1 | 3.2  |     |     | 3.0 | 2.0 | 8.8 |
| 1967-68   | 24   | Denver Rockets    | ABA  | PG   | 41  |     | 9.7  | 1.6 | 4.7 | .351 | 0.1 | 0.7 | .167 | 1.5 | 3.9 | .385 | 0.5 | 0.6 | .800 |       |        | 0.8 | 1.4  |     |     | 1.2 | 0.9 | 3.9 |
| 1968-69   | 25   | Denver Rockets    | ABA  | PG   | 59  |     | 16.6 | 1.8 | 4.7 | .386 | 0.1 | 0.5 | .161 | 1.7 | 4.2 | .415 | 1.2 | 1.4 | .812 | 0.2   | 1.3    | 1.6 | 2.3  |     |     | 1.6 | 1.8 | 4.9 |
| 1969-70   | 26   | Denver Rockets    | ABA  | PG   | 83  |     | 29.7 | 3.6 | 9.3 | .386 | 0.8 | 2.1 | .354 | 2.8 | 7.2 | .395 | 1.8 | 2.3 | .786 | 0.6   | 2.2    | 2.8 | 5.4  |     |     | 2.5 | 2.5 | 9.8 |
| 1970-71   | 27   | TOTAL             | ABA  | PG   | 80  |     | 19.5 | 2.2 | 6.1 | .366 | 0.2 | 1.1 | .205 | 2.0 | 5.0 | .401 | 1.0 | 1.2 | .823 | 0.5   | 1.3    | 1.8 | 3.2  |     |     | 1.8 | 1.6 | 5.7 |
| 1970-71   | 27   | Utah Stars        | ABA  | PG   | 38  |     | 25.9 | 3.1 | 8.9 | .344 | 0.4 | 2.0 | .187 | 2.7 | 6.9 | .389 | 1.2 | 1.6 | .797 | 0.7   | 1.6    | 2.3 | 4.1  |     |     | 2.5 | 2.0 | 7.7 |
| 1970-71   | 27   | New York Nets     | ABA  | PG   | 42  |     | 13.8 | 1.5 | 3.6 | .413 | 0.1 | 0.3 | .308 | 1.4 | 3.3 | .423 | 0.8 | 0.9 | .865 | 0.2   | 1.0    | 1.3 | 2.3  |     |     | 1.2 | 1.2 | 3.8 |
| 1971-72   | 28   | Dallas Chaparrals | ABA  | PG   | 20  |     | 13.1 | 1.5 | 4.3 | .349 | 0.2 | 0.4 | .429 | 1.4 | 4.0 | .342 | 0.9 | 1.0 | .850 | 0.4   | 0.9    | 1.3 | 1.8  |     |     | 0.7 | 1.0 | 4.0 |
| Total     |      |                   | ABA  |      | 306 |     | 20.5 | 2.5 | 6.6 | .377 | 0.3 | 1.2 | .285 | 2.2 | 5.5 | .396 | 1.2 | 1.5 | .799 | 0.5   | 1.6    | 2.0 | 3.3  |     |     | 1.9 | 1.8 | 6.5 |

### Playoffs
| Temporada | Edad | Equipo         | Liga | Pos. | P  | TIT | MIN  | TC  | TCA | %TC  | 3P  | 3PA | %3P  | 2P  | 2PA | %2P  | TL  | TLA | %TL   | R.OF. | R.DEF. | REB | ASIS | ROB | TAP | PER | FP  | PTS  |
| 1967-68   | 24   | Denver Rockets | ABA  | PG   | 3  |     | 11.7 | 2.3 | 7.0 | .333 | 0.7 | 2.7 | .250 | 1.7 | 4.3 | .385 | 1.0 | 2.3 | .429  |       |        | 1.3 | 1.7  |     |     | 1.0 | 1.7 | 6.3  |
| 1968-69   | 25   | Denver Rockets | ABA  | PG   | 7  |     | 26.1 | 2.9 | 6.0 | .476 | 0.0 | 0.3 | .000 | 2.9 | 5.7 | .500 | 3.1 | 3.1 | 1.000 |       |        | 2.3 | 4.9  |     |     | 2.6 | 3.0 | 8.9  |
| 1969-70   | 26   | Denver Rockets | ABA  | PG   | 12 |     | 26.1 | 3.6 | 9.8 | .364 | 1.3 | 4.2 | .320 | 2.3 | 5.7 | .397 | 2.0 | 2.7 | .750  |       |        | 2.8 | 5.7  |     |     | 2.1 | 3.4 | 10.5 |
| 1970-71   | 27   | New York Nets  | ABA  | PG   | 4  |     | 19.0 | 2.0 | 5.3 | .381 | 0.0 | 0.3 | .000 | 2.0 | 5.0 | .400 | 1.3 | 1.3 | 1.000 | 0.5   | 1.0    | 1.5 | 2.8  |     |     | 1.3 | 0.5 | 5.3  |
| Total     |      |                | ABA  |      | 26 |     | 23.3 | 3.0 | 7.8 | .386 | 0.7 | 2.3 | .295 | 2.3 | 5.4 | .426 | 2.1 | 2.5 | .818  | 0.5   | 1.0    | 2.3 | 4.5  |     |     | 2.0 | 2.7 | 8.8  |